# Jamie Croft
Jamie Phillip Croft, né le 4 août 1981 à Sydney, Nouvelle-Galles du Sud, est un acteur australien.

## Biographie

### Vie privée
Jamie Croft est le frère de l'actrice Rebecca Croft (en).

## Filmographie

### Télévision
- 1992 - 1993 : À cœur ouvert (A Country Practice) : Billy Moss
- 1994 : Sydney Police (Police Rescue), saison 4 épisode 5 : Eddie
- 1995 : Fire, saison 2 épisode 8 : Benjamin Bain
- 1995 : Bordertown : Dom
- 1995 : Mission top secret : David Fowler
- 1996 : Sun on the Stubble : Bruno Gunther
- 1996 : The Territorians : Josh McCabe
- 1998 : Brigade des mers (Water Rats), saison 3 épisode 5 : Danny Banks ; puis saison 6 épisode 11 : Rick Hawker
- 1998 : The Echo of Thunder : Gowd Gadry
- 1999 : Le monde perdu de Sir Arthur Conan Doyle (The Lost World), saison 2 épisode 3 : Rob Dillon
- 2000 : Above the Law, saison 1 épisodes 20, 23 et 24 : Ryan Murcott
- 2000 : All Saints (série), saison 3 épisodes 11
- 2000 : Lights, Camera, Fox Kids : Animateur
- 2001 : The Farm : Fred Cooper (jeune)
- 2002 : La ville fantôme (Disappearance) : Ethan
- 2002 : Farscape, saison 4 épisode 2 : John Crichton (jeune)
- 2002 : Sarvo : Coanimateur
- 2003 : Sarvo : Coanimateur
- 2005 : Hercule (Hercules) : Hercules (jeune)

### Cinéma
- 1994 : That Eye, The Sky : Morton 'Ort' Flack
- 1995 : Power Rangers, le film (Mighty Morphin Power Rangers : The Movie) : Fred Kelmen
- 1995 : Napoléon en Australie (Napoleon) : Napoléon (voix)
- 1997 : Joey : Billy McGregor
- 1998 : Coco, le perroquet qui en savait trop (The Real Macaw) : Sam Girdis
- 1999 : Passion : Barrow Boy
- 2002 : The Pact : Wilga Roberts (jeune)
- 2002 : Blurred : Reginald 'Zack' Junior